# Amicale Sportive de Vitré
El Amicale Sportive de Vitré (del francés: Amicale Sportive de Vitré) es un equipo de fútbol de Francia que milita en la Championnat National 3, la quinta división de fútbol del país.

## Historia
Fue fundado en el año 1907 en la ciudad de Vitré, en el departamento de Ille-et-Vilaine y ha pasado toda su historia entre los niveles regionales y amateur, y juega en el Championnat de France Amateur desde la temporada 2013/14 hasta que desciende en la temporada 2019/20.

## Palmarés
- CFA2 Grupo G: 1

2005
- DH Brittany: 1

1991

## Jugadores

### Jugadores destacados
- Baye Djiby Fall
- Guillaume Borne